# Сараћино
Сараћино (мкд. Сараќино) је насеље у Северној Македонији, у северозападном делу државе. Сараћино припада општини Тетово.

## Географија
Насеље Сараћино је смештено у северозападном делу Северне Македоније. Од најближег већег града, Тетова, насеље је удаљено 10 km источно.
Сараћино се налази у доњем делу историјске области Полог. Насеље је положено у средишњем делу поља. Даље ка истоку се издиже Сува гора, а ка западу Шар-планина. Источно од села протиче Вардар, а у близини се у њега улива речица Тетовска пена. Надморска висина насеља је приближно 420 метара.
Клима у насељу је умерено континентална.

## Становништво
Сараћино је према последњем попису из 2002. године имало 1.087 становника.
Претежно становништво у насељу су етнички Македонци (80%), а у мањини су Албанци (18%).
Већинска вероисповест је православље, а мањинска је ислам.